# Domenico Mondo
Domenico Mondo (Capodrise, 12 maggio 1723 – Napoli, 10 gennaio 1806) è stato un artista italiano.

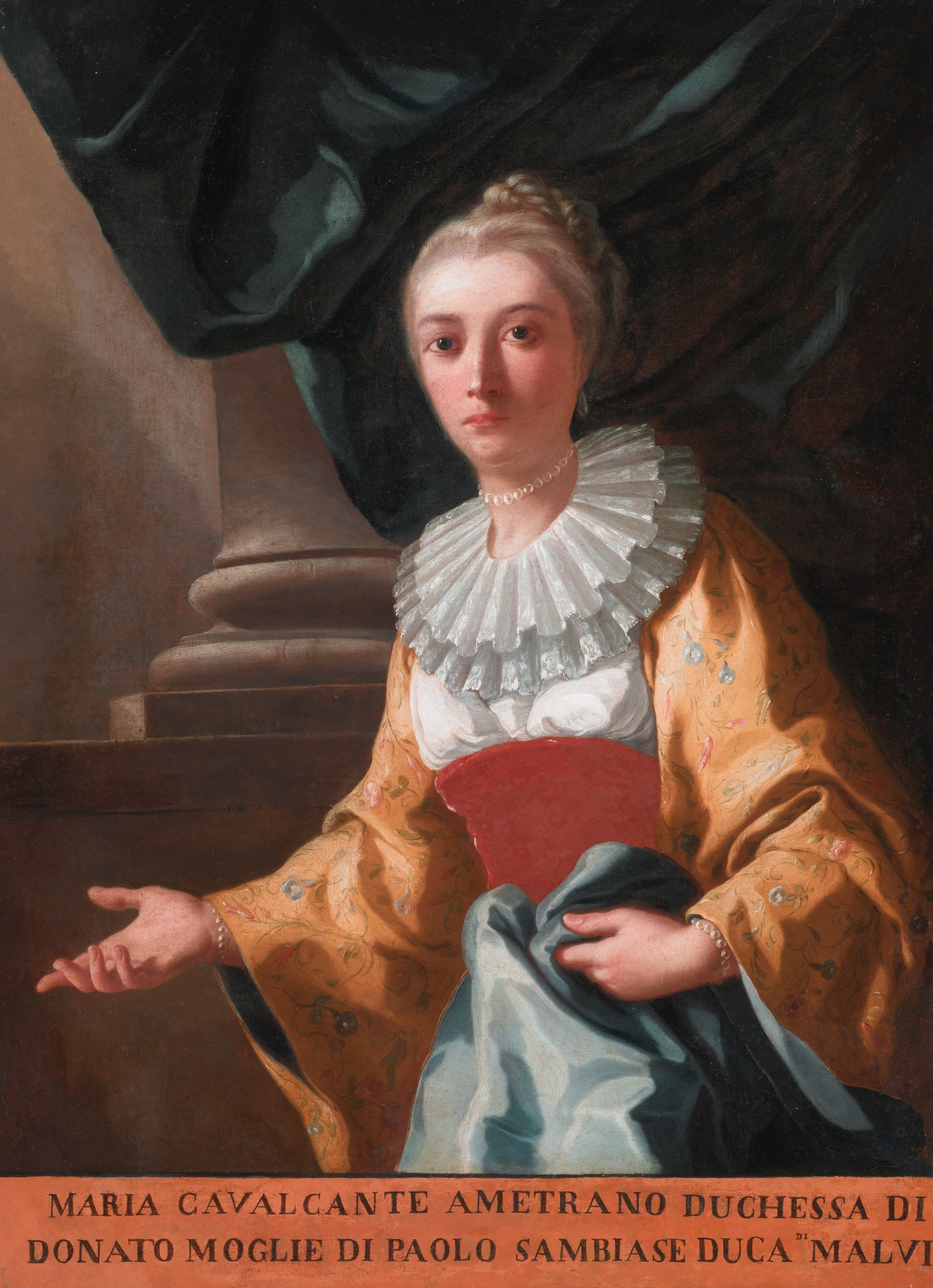
Maria Cavalcanti Ametrano (Domenico Mondo)

Figlio di Marco Mondo, fu allievo di un anziano Francesco Solimena, nel luogo di nascita visse fino al 1789, anno in cui fui nominato direttore dell'Accademia Napoletana del Disegno, su offerta di Fernando IV, fino al 1805. Realizzò alcuni lavori alla Reggia di Caserta nel 1785, tra cui l'affresco della Sala degli Alabardieri  che raffigura Le Armi di Casa Borbone sostenute dalle virtù, di cui il bozzetto preparatorio è conservato al Louvre, ed altri in alcune chiese della provincia. Dopo il rifiuto di Fernando IV ad invitarlo come suo pittore, egli scrisse due sonetti. Mondo lavorò principalmente tra Napoli e Caserta, con lo stile barocco napoletano. Molti suoi lavori furono ritrovati in privati e in alcune chiese. Gli è stato dedicato un palazzo.